# Typosyllis annularis
Typosyllis annularis är en ringmaskart som först beskrevs av Addison Emery Verrill 1900.  Typosyllis annularis ingår i släktet Typosyllis och familjen Syllidae.
Artens utbredningsområde är Mexikanska golfen. Inga underarter finns listade i Catalogue of Life.